# Həmid Sultanov
Həmid Həsən oğlu Sultanov (ur. 26 maja 1889 w guberni jelizawietpolskiej, zm. 21 stycznia 1938) – azerbejdżański rewolucjonista i komunista, radziecki polityk.

## Życiorys
W 1907 wstąpił do SDPRR, w marcu 1917 został członkiem KC partii Hümmət i członkiem Komitetu Wykonawczego Rady Bakijskiej, a w grudniu 1917 sekretarzem sztabu Czerwonej Gwardii w Baku. Od 28 grudnia 1917 był członkiem Komitetu Wojskowo-Rewolucyjnego Czerwonej Armii Kaukazu, w marcu 1918 nadzwyczajnym komisarzem ds. walki z bandytyzmem i powiatowym pełnomocnikiem Bakijskiej Rady Komisarzy Ludowych, a następnie zastępcą przewodniczącego Komitetu Wykonawczego Bakijskiej Rady Powiatowej. W sierpniu 1918 został przewodniczącym Komitetu Wydziału Muzułmanów-Komunistów przy gubernialnym komitecie RKP(b) w Astrachaniu, kierownikiem gubernialnego oddziału rolnego w Astrachaniu i jednocześnie naczelnikiem oddziału Czerwonej Gwardii w Astrachaniu, później od lipca 1919 działał w komunistycznym podziemiu w Baku. W sierpniu 1919 wszedł w skład Kaukaskiego Komitetu Krajowego RKP(b), a w lutym 1920 KC Komunistycznej Partii (bolszewików) Azerbejdżanu i Rewolucyjnego Wojskowego Sztabu Kaukaskiego Komitetu Krajowego RKP(b) i Centralnego Bojowego Sztabu przy Bakijskim Biurze Kaukaskiego Komitetu Krajowego RKP(b).
Odegrał istotną rolę w komunistycznym powstaniu w Azerbejdżanie i radzieckim podboju Azerbejdżanu w kwietniu 1920, po którym 28 kwietnia 1920 został ludowym komisarzem spraw wewnętrznych nowo utworzonej Azerbejdżańskiej SRR (do 1 czerwca 1921). Jednocześnie od lipca 1920 był komisarzem nadzwyczajnym KC KP(b)A w powiecie Gandża i od sierpnia 1920 przewodniczącym Małej Rady Komisarzy Ludowych Azerbejdżańskiej SRR, a od listopada 1920 członkiem Prezydium Azerbejdżańskiego Komitetu Rewolucyjnego. Do sierpnia 1921 kierował Najwyższą Radą Gospodarki Narodowej Azerbejdżańskiej SRR, w latach 1923–1924 był ludowym komisarzem handlu i przemysłu Azerbejdżańskiej SRR, 1925-1927 przewodniczącym Rady Komisarzy Ludowych Nachiczewańskiej ASRR, a 1927–1929 kierownikiem Centralnego Urzędu Statystycznego przy Radzie Komisarzy Ludowych Azerbejdżańskiej SRR. W 1929 został sekretarzem Centralnego Komitetu Wykonawczego (CIK) Azerbejdżańskiej SRR, od 27 lutego 1931 do 28 lutego 1933 był sekretarzem CIK Zakaukaskiej FSRR, później zastępcą ludowego komisarza handlu wewnętrznego tej republiki, następnie ludowym komisarzem gospodarki komunalnej Azerbejdżańskiej SRR po ponownym wydzieleniu tej republiki z Zakaukaskiej FSRR. Był odznaczony Orderem Czerwonego Sztandaru Azerbejdżańskiej SRR. Podczas wielkiego terroru w ZSRR został aresztowany, następnie rozstrzelany.